# Feleségem olyan tiszta
A Feleségem olyan tiszta kezdetű magyar népdalt Bartók Béla gyűjtötte a Pest vármegyei Újszászon 1918-ban.
Feldolgozások:
| Szerző          | Mire                       | Mű                                         | Előadás |
| --------------- | -------------------------- | ------------------------------------------ | ------- |
| Kerényi György  | énekhang és furulya        | [ 1 ]                                      |         |
| Bartók Béla     | zongora                    | Tizenöt magyar parasztdal, 5. dal: Allegro | [ 2 ]   |
| Máriássy István | zongora vagy ének és gitár | Elindultam szép hazámból, 53. kotta        |         |

## Kotta és dallam
Feleségem olyan tiszta,

egyszer mosdik egy hónapban,

hej, dínom, dánom, míg élek is bánom,

hogy megházasodtam.

## Felvételek
- Messzi tábortüzek III. cimbalom.nl (Hozzáférés: 2016. április 18.) (audió) arch 58. dal.